# Buissy

Buissy este o comună în departamentul Pas-de-Calais, Franța. În 1 ianuarie 2022 avea o populație de 287 de locuitori.